# Distretto di al-Bab
Il distretto di al-Bab (in arabo الباب‎? è un distretto Siriano e fa parte del Governatorato di Aleppo. 
Al censimento del 2004 aveva una popolazione di 201.589.
Il suo centro amministrativo è la città di al-Bab.

## Sub-Distretti
Il Distretto di Afrin è suddiviso in 4 sub-distretti o Nāḥiyas (popolazione in base al 2004 censimento ufficiale):
- Nahiyah di al-Bab (ناحية الباب),
- Nahiyah di Tedef (ناحية تادف),
- Nahiyah di al-Rayi (ناحية الراعي),
- Nahiyah di Rajo  (ناحية عريمة)